# Hamburg Masters 2002
L'Hamburg Masters 2002 è stato un torneo di tennis giocato sulla terra rossa. È stata la 96ª edizione dell'Hamburg Masters, che fa parte della categoria ATP Masters Series nell'ambito dell'ATP Tour 2002. Si è giocato al Rothenbaum Tennis Center di Amburgo in Germania, dal 13 al 20 maggio 2002.

## Campioni

### Singolare
Roger Federer ha battuto in finale  Marat Safin con il punteggio di 6–1, 6–3, 6–4.

### Doppio
Mahesh Bhupathi /  Jan-Michael Gambill hanno battuto in finale  Jonas Björkman / Todd Woodbridge con il punteggio di 6–2, 6–4.